# Dryas antigo
O Dryas antigo é um período frio entre fase interestadial Bølling e Allerød (período mais quente) cerca de 14,000 anos atrás (AP, no final do Pleistoceno. O aquecimento gradual a partir do tópico do último período glacial 22,000 anos AP, foram interrompidas por três ondas de frio, o período Dryas foi precedida por Dryas mais antiga e seguido por Dryas recente. As Dryas têm o nome do gênero de plantas árticas e alpinas, Dryas, cujos fósseis estão em altas concentrações nos depósitos dos períodos mais frios.
O mais antigo Dryas foi um período estabelecido por classificação de Blytt-Sernander, variável, frio e seco, é observado em evidências climatológicas em apenas algumas regiões, dependendo da latitude. Nas regiões em que não é observado, o Bølling-Allerød é considerado como um período único interestadial (quente). A evidência das Dryas mais antiga é mais forte no norte da Eurásia, particularmente no norte da Europa, mais ou menos equivalente à zona de pólen Ic.

## Datação
Na Groenlândia, o Dryas antigo aparece como um pico entre Bølling e Allerød.
O Dryas antigo é "centrado", aproximadamente 14,100 anos de AP e tem 100 a 150 anos de duração a 14,250 AP.

## Descrição
Norte da Europa mostrou uma alternância entre estepe e tundra dependendo da linha pergelissolo e latitude. Nas regiões úmidas ao redor de lagos e riachos havia bagas de bétulas anãs, salgueiros e zimbros.

## Flora
As espécies da Dryas antigo são geralmente encontrados em sedimentos sob a camada inferior da tocha.
As espécies indicadoras são plantas alpinas: 
- Betula pubescens, bétula;
- Pinaceae, pinheiro;
- Dryas octopetala, o dryas;
- Salix herbacea, a gema;
- Oxyria digyna.

Espécies da pradaria são:
- Artemisia,
- Ephedra,
- Hippophae.

## Fauna
Os mamíferos das planícies prevaleceram.
Artiodactyla:
- Bison priscus,
- Rangifer tarandus
- Megaloceros giganteus
- Alces alces, alce
- Cervus elaphus, veado-vermelho
- Ovibos moschatus
- Saiga tatarica, saiga.

Perissodactyla:
- Equus ferus, cavalo selvagem.
- Coelodonta antiquitatis, rinoceronte.

Proboscidea:
- Mammuthus primigenius, mamute

Entre esses carnívoros, Carnivora:
Ursidae:
- Ursus arctos, urso-pardo
- Ursus spelaeus, urso-das-cavernas.

Hyaenidae:
- Crocuta crocuta, hiena-malhada

Felidae:
- Panthera leo spelaea, leão-das-cavernas

Canidae:
- Canis lupus, lobo
- Vulpes lagopus, raposa-do-ártico.

Mustelidae:
- Gulo gulo, glutão

Entre esses carnívoros marinhos:
Phocidae:
- Pagophilus groenlandica,
- Pusa hispida.

Odobenidae:
- Odobenus rosmarus, morsa

Entre esses Cetacea, Odontoceti, outros Monodontidae:
- Delphinapterus leucas, baleia-branca

Delphinidae:
- Orcinus orca, orca

dessas baleias Eschrichtiidae:
- Eschrictius robustus, baleia-cinzenta

Entre esses pequenos mamíferos:
Leporidae:
- Lepus tanaiticus, lebre

Ochotonidae:
- Ochotona spelaeus, pika

Cricetidae:
- Lemmus obensis,
- Dicrostonix,
- Lagurus lagurus,
- Microtus gregalis,
- Arvicola terrestris.

Sciuridae:
- Spermophilus, esquilo

Dipodidae:
- Jerboa

## Humanos
Eurásia foi preenchida por humanos (homem de Cro-Magnon) no Paleolítico Superior.
O cachorro já estava lá, Canis familiaris.